# Hoàng hôn nhiệm kỳ
Hoàng hôn nhiệm kỳ hay chuyến tàu vét cuối cùng hoặc hội chứng nhiệm kỳ cuối, chỉ thực trạng đáng lo ngại hiện nay (2017) trong bộ máy Nhà nước Việt Nam, tình trạng một số quan chức nhà nước chạy đua nước rút để thực hiện những "chuyến tàu vét" cuối cùng trước khi "hạ cánh" (về hưu).

## Từ nguyên
Từ ngữ Hoàng hôn nhiệm kỳ hay "chuyến tàu vét cuối cùng" được cho là xuất phát từ ông Lê Như Tiến – Đại biểu Quốc hội khóa XIII, Phó chủ nhiệm Ủy ban Văn hóa, Giáo dục, Thanh thiếu niên và Nhi đồng Quốc hội, nói trong phiên chất vấn sáng 17/11/2015:
| “ | "Một số quan chức Nhà nước thường tăng tốc tham nhũng cả về tần suất và cường độ vào thời điểm hoàng hôn nhiệm kỳ, chạy đua nước rút để thực hiện những chuyến tàu vét cuối cùng". | ” |

## Nguyên nhân
Theo TS. Đỗ Thiên Anh Tuấn, Giảng viên Chương trình Giảng dạy kinh tế Fulbright, các quan chức làm được điều đó vì nhà nước Việt Nam thiếu một cơ chế kiểm soát độc lập, giám sát thật hiệu quả. Nó thiếu động cơ để xử lý những người làm sai một cách công bằng, công khai minh bạch. Lâu nay cách xử lý cùng lắm là xử lý nội bộ mang tính thỏa hiệp, hoặc dàn xếp cho hạ cánh an toàn.

## Hình thức
Theo ông Lê Như Tiến "hoàng hôn nhiệm kỳ" hay "chuyến tàu vét cuối cùng" biểu hiện ở rất nhiều góc độ như ký hàng loạt quyết định bổ nhiệm, đề bạt cán bộ một cách vội vã mà đằng sau đó chắc chắn có những vụ lợi nào đó.Kế đến là ký vội, phê duyệt vội những dự án lớn mà không thể triển khai ở nhiệm kỳ này, nhiệm kỳ sau mới thực hiện thì chắc cũng có vụ lợi nhất định, hoặc tranh thủ vơ vét nhiều tài sản công, đất công, nhà công.

### Tuyển người hàng loạt
- Thanh tra tỉnh Thanh Hóa ra kết luận về việc nguyên Giám đốc Sở Y tế Hoàng Sỹ Bình mắc nhiều sai phạm, tự ý tuyển dụng 3.721 cán bộ trái quy định giai đoạn 2011-2015. Sự việc chỉ vỡ lở khi một số cán bộ được tuyển dụng vào làm việc dưới thời ông Bình bị chậm nhận lương, phụ cấp, một số bị "cò" xin việc lấy tiền nhưng không có việc làm nên bức xúc gửi đơn đến cơ quan chức năng đề nghị can thiệp. Theo đó, ông Hoàng Sỹ Bình đã ký quyết định tuyển dụng viên chức, hợp đồng lao động tại các đơn vị trực thuộc Sở Y tế trái thẩm quyền. Đã có 3.721 lao động được tuyển vào làm việc tại các cơ sở y tế trong tỉnh. Trong đó 4 Trung tâm Y tế tuyến tỉnh đã tuyển sai 60 lao động hợp đồng gồm một bác sĩ, 59 vị trí khác; 10 Trung tâm Y tế tuyến huyện tuyển 70 lao động hợp đồng gồm 4 bác sĩ và 66 vị trí khác. Còn lại các lao động được tuyển dụng ở 15 bệnh viện. Toàn bộ số lao động tuyển dụng trên Sở Y tế đều không trình Chủ tịch UBND tỉnh phê duyệt theo phân cấp quản lý nhà nước.[4]
- Trong một thời gian rất ngắn trước khi nghỉ hưu, ông Tổng Thanh tra Chính phủ Trần Văn Truyền lúc đó cũng đã ký hàng loạt quyết định đề bạt, bổ nhiệm cán bộ từ cấp Cục trưởng, Cục phó, Giám đốc Trung tâm, rồi cán bộ cấp phòng.[5] Ngày 6 tháng 12 năm 2014, ông Truyền cũng bị buộc phải trả lại cho nhà nước ngôi nhà ở TP HCM và thửa đất ở TP Bến Tre".[6]

### Đi nước ngoài kiểu "hoàng hôn nhiệm kỳ"
Trong khi rất nhiều chương trình mục tiêu quốc gia cần thiết phải đầu tư như văn hóa, giáo dục, y tế không còn tiền thực hiện thì những chuyến đi "nghiên cứu, học tập" ở nước ngoài lại được duyệt quá dễ dãi, rất phản cảm. nhiều tỉnh tổ chức cho cán bộ đi nước ngoài bằng ngân sách, có người thì sắp nghỉ hưu, có người không liên quan gì tới nghiên cứu, học tập lĩnh vực đó cả. Ông Lê Như Tiến tiếp cận một số chương trình đi nghiên cứu, học tập ở nước ngoài thì thấy thời gian học tập nghiên cứu có 1-2 buổi, còn phần lớn là đi du lịch. Như tỉnh Quảng Nam tổ chức đoàn đi nước ngoài có tới 15 người đã và sắp về hưu, số còn lại hầu như không còn tái cử Ban Chấp hành Đảng bộ tỉnh nhiệm kỳ 2015-2020.

## Giải quyết
- Ông Lê Như Tiến cho là, "Chính phủ phải có quy định cụ thể, trước 3-6 tháng nghỉ hưu, cán bộ lãnh đạo không được ký quyết định đề bạt bổ nhiệm, không được ký quyết định về đầu tư các dự án lớn mà nhiệm kỳ đã sắp mãn nhiệm, "hoàng hôn nhiệm kỳ" rồi ký cũng không thực hiện được, mà khả năng phần trăm (%) chảy vào túi của anh thôi. Đã ký các hợp đồng, dự án đầu tư lớn phải để nhiệm kỳ sau ký, để họ có thời gian cân nhắc và tự chịu trách nhiệm.[3]

## Sửa luật
Tại phiên thảo luận tổ của Quốc hội sáng 8-11.2017, nhiều ĐBQH đã đề nghị dự luật tố cáo sửa đổi phải đưa nhóm đối tượng cán bộ về hưu vào diện xử lý khi có tố cáo. Lý do là thực tế thời gian qua xuất hiện rất nhiều tình trạng "hoàng hôn nhiệm kỳ". Thứ trưởng Bộ Công an Lê Quý Vương cho biết, bản dự thảo trước có đưa việc tố cáo đối với người về hưu nhưng không đồng nhất với Luật Cán bộ, công chức nên bỏ ra.